# Савинов, Григорий Григорьевич
Григо́рий Григо́рьевич Са́винов (19 марта 1904, Мишино, Муромский уезд, Владимирская губерния, Российская империя — 2000, Москва) — советский и российский архитектор. Заслуженный архитектор РСФСР (1978), лауреат премии Совета Министров СССР (1985).

## Биография
Родился 19 марта 1904 года в деревне Мишино Владимирской губернии (под городом Муромом). По материнской линии родственник художника И. С. Куликова. Окончил Муромское реальное училище. В 1930 году окончил ВХУТЕМАС-ВХУТЕИН со званием архитектора-художника. Ученик А. В. Щусева.
В 1931—1934 годах работал в лаборатории стройматериалов при Народном комиссариате земледелия СССР, где занимался изготовлением стройпластматериалов и прессованных облицовочных плит. В 1935—1938 годах работал в проектной мастерской № 7 Моссовета (руководитель К. С. Мельников) и одновременно преподавал в Московском архитектурном институте. В 1938—1941 годах принимал участие в проектировании и строительстве ВСХВ (ныне ВДНХ).
Участник Великой Отечественной войны. Воевал в пехоте на 2-м Белорусском фронте. Последнее воинское звание — инженер-капитан.
Поле окончания войны вернулся к работе на ВСХВ. Соавтор (вместе с А. О. Колисниченко) архитектуры павильонов «Свиноводство», «Овцеводство», «Воспроизводство сельскохозяйственных животных», «Молочная промышленность», «Крупный рогатый скот», «Мясная промышленность», «Механизация, электрификация и мелиорация» ВДНХ СССР. Главный художник павильона «Земледелие».
Был художником-оформителем нескольких зданий. Принимал участие в реставрации здания Музея архитектуры имени А. В. Щусева. Главный художник Политехнического музея. По линии ЮНЕСКО осуществил выставку «Пьер Кюри и Мария Складовская». В 1961—1964 годах работал в Московском отделе Художественного фонда СССР, где занимался оформлением выставок.
С 1965 года на пенсии. Участвовал в оформлении Центрального музея В. И. Ленина в Москве и его филиала в Баку. С 1969 года работал над созданием кабинета-квартиры Ленина в Кремле. Эта работа подарена им Оружейной палате, где открыт фонд Савинова. В 1982 году принимал участие в создании декораций кабинета В. И. Ленина для спектакля МХАТ «Так победим» и кинофильма «Красные колокола».
Член Союза архитекторов СССР с 1932 года. Член правления Московского отделения Союза архитекторов (МОСА) с 1970 года, председатель секции архитекторов-ветеранов труда МОСА.
Умер в 2000 году, похоронен в Москве.

## Награды и звания
- Заслуженный архитектор РСФСР (1978)[1]
- Премия Совета Министров СССР (1985)[1]
- Орден Отечественной войны II степени
- Орден Красной Звезды
- Медаль За победу над Германией в Великой Отечественной войне 1941-1945 гг.
- Несколько медалей ВДНХ СССР